# Чапаєвськ
Чапаєвськ — місто обласного підпорядкування в Самарській області Росії.
Назване на честь учасника Першої світової та Громадянської війни, Командира Червоної армії Чапаєва Василя Івановича.
Загальна площа міста в межах міської межі становить 18749 га, з яких забудована територія займає 11295 га, (80 % — промислові та комунально-складські об'єкти, 9 % — міська забудова і 11 % — особисті господарства). Місто розташоване на березі річки Чапаєвки (притока Волги), за 43 км на північний захід від обласного центру Самари.

## Історія
Виникло як селище Іващенкове у зв'язку з будівництвом Сергіївського Самарського заводу вибухових сполук. Покровителем заводу був князь Сергій Михайлович Романов, онук імператора Миколи I. Тому завод отримав ім'я Сергіївський, У 1916 році в селищі було побудовано храм в ім'я Преподобного Сергія Радонезького.
У 1909 році почалося спорудження житлових будинків для керівництва підприємства. З приводу дати заснування міста немає єдиної думки. Деякі джерела називають 1909.
До 1927 — сел. Іващенкове, з 1927 по 1929 — м Троцьк, на ім'я одного з більшовицьких вождів Троцького.
У 1926 році храм було закрито та перепрофільовано у Будинок Оборони, після Другої світової війни і до 1990-х років в будівлі розташовувався міський Будинок Піонерів, наприкінці 1990-х років храм повернуто церкві.
Містоутворюючими підприємствами Чапаєвська в радянський період були: завод № 15 (нині ВАТ «Полімер»), завод № 309 (нині ФГУП «Металіст»), завод № 102 («Чапаєвський завод хімічних добрив»), Чапаєвський артилерійський випробувальний полігон (наприкінці 20 століття — «Чапаєвський дослідний завод вимірювальних приладів», нині ФКП «Приволзький державний боєприпасний випробувальний полігон»), ФКП «Чапаєвський механічний завод».

## Відомі уродженці та жителі міста
- Авдєєв, Сергій Васильович (н. 01.02.1956) — російський космонавт (74-й космонавт в СРСР — Росії, 274-й — у світі), Герой Російської Федерації (1993), льотчик-космонавт Російської Федерації (1993), крім того нагороджений орденами «За заслуги перед Вітчизною» II і III ступенів. До 2005 року володів світовим рекордом за сумарним часом перебування в космосі (747 діб). Почесний громадянин міста Чапаєвська.
- Родомакіна, Ніколь Ігорівна (н. 14.02.1993) — російська легкоатлетка. Чемпіонка літніх Паралімпійських ігор 2012 року в Лондоні в стрибках у довжину та срібний призер в бігу на 100 м. Чотириразова чемпіонка світу (2009, 2011), срібний призер чемпіонату світу (2011, 2012). 14-разова чемпіонка Росії. Нагороджена Орденом Дружби.
- Кадацький Анатолій Федорович — фізик, доктор наук.
- Бутирцева Надія Вікторівна (* 1955) — радянський та російський актор театру і кіно.

## Економіка
Міський округ Чапаєвськ віднесено до міст з монопрофільною економікою. Основними галузями економіки є хімічна промисловість та енергетика.
Основні підприємства та організації:
- ВАТ «Промсинтез»[8]
- ВАТ «Полимер»
- ЗАТ «Химсинтез»[9]
- ЗАТ «Чапаевский завод химических удобрений»
- ФКП «Чапаевский механический завод» (колишній завод «Металлист»)[10]
- ФКП «Приволжский государственный боеприпасный испытательный полигон» (колишній ФГУП «Чапаевский опытный завод измерительных приборов»)
- ТОВ «Чапаевский завод силикатного кирпича»[11]
- ЗАТ «Чапаевский завод мешкотары»
- ТОВ «Чапаевский завод металлоконструкций»[12]
- ТОО «Чапаевский завод железобетонных конструкций»
- ТО «Прогресс»[13]
- Чапаєвські електричні мережі ВАТ"МРСК Волги"[14]
- Чапаєвська група електропідстанцій 220 кіловольт та Південна ділянка служби ліній електропередачі філії ВАТ «Федеральної мережевої компанії Єдиної енергетичної системи» Самарського підприємства магістральних електричних мереж[15]
- Чапаєвський район електромереж ЗАТ «Самарская сетевая компания»[16]
- ТОВ «Чапаевский электродный завод»
- Чапаєвське відділення ВАТ «Самараэнерго» (енергозбут)[17]
- ВАТ «Теплоэнергокомпания»
- «Чапаевскгоргаз», філія ВАТ «Средневолжская газовая компания»[18]
- ВАТ «Водоканал»
- ТОВ «Волгопромхим»
- ЗАТ «Волгатех-99»
- ТОВ «Фармапол-Волга»
- ТОВ «Промперфоратор»[19]
- ВАТ «Томыловский элеватор»
- ТОВ «9999»
- Чапаєвський вантажний річковий порт

## Транспорт
Вузькоколійна залізниця Чапаєвського силікатного заводу — Заводська вузькоколійна залізниця, колія 750 мм. Експлуатується останнім часом 2 км. Вантажний рух, перевезення піску від піщаного кар'єру до силікатного заводу ТОВ «Чапаевский силикат».

## Освіта та наука
У Чапаєвську розташовано Південно-західне управління Міністерства освіти та науки Самарської області.
У Чапаєвську розташовано 17 дошкільних освітніх установ.
Початкова та середня загальна освіта:
- середня загальноосвітня школа № 1
- середня загальноосвітня школа № 3
- середня загальноосвітня школа № 4
- основна загальноосвітня школа № 5
- середня загальноосвітня школа № 8
- середня загальноосвітня школа № 9
- середня загальноосвітня школа № 10
- середня загальноосвітня школа «Центр освіти» (колишня школа № 11)
- основна загальноосвітня школа № 12
- середня загальноосвітня школа № 13
- основна загальноосвітня школа № 21
- середня загальноосвітня школа № 22
- основна загальноосвітня школа № 23
- Гімназія при Чапаєвському губернському коледжі
- школа-інтернат № 1
- Спеціальна (корекційна) школа-інтернат для дітей-сиріт та дітей, які залишилися без піклування батьків, з обмеженими можливостями здоров'я

Додаткова освіта дітей:
- Будинок дитячої творчості
- Дитяча художня школа

- Дитяча музична школа № 1
- Дитяча музична школа № 2
- Дитячо-юнацька спортивна школа № 1
- Дитячо-юнацька спортивна школа № 2

Середня професійна освіта:
- Чапаєвський губернський коледж
- Чапаєвський хіміко-технологічний технікум

Вища професійна освіта:
- філія Самарського державного технічного університету (на базі Чапаєвського хіміко-технологічного технікуму)
- філія Московського міського педагогічного університету (на базі Чапаєвського губернського коледжу)
- філія «Самарської гуманітарної академії»

## ЗМІ
- Телеканал «Буревестник»
- Газета «Чапаевский рабочий»
- Газета «Всякая всячина»
- Газета «Наш город»

## Екологія
Віднесено до міст екологічного лиха.
За 12 км від центру міста до 1989 року діяв Чапаєвський завод зі знищення хімічної зброї.
У Самарській області за рівнем забрудненості повітря місто розташоване лише на 4-му місці після міст Самара, Новокуйбишевськ, Сизрань.

## Фільмографія
- «Кузькіна мать. Підсумки. Місто-отрута» — документальний фільм, знятий Олександром Андрєєвим в 2013 р